# Icones plantarum selectarum
Icones plantarum selectarum (abreviado Icon. Pl. Select.) es un libro ilustrado con descripciones botánicas que fue escrito conjuntamente por Heinrich Friedrich Link & Christoph Friedrich Otto. Se publicó en Berlín en 10 partes en los años 1820-1829 con el nombre de Icones Plantarum Selectarum Horti Regii Botanici Berolinensis cum Descriptionibus et Colendi Ratione Auctoribus H. F. Link Directore et F. Otto Inspectore Horti. Berolini.

## Publicaciones
- Parte 1, 1820;
- Parte 2, 1821¹("1820");
- Parte 3, 1821;
- Parte 4, 1821;
- Parte 5, 1822;
- Parte 6, 1825;
- Parte 7, 1825;
- Parte 8, 1826;
- Parte 9, 1826;
- Parte 10, Dec 1828-Jan 1829 ("1828")